# Elaphria ensina
Elaphria ensina är en fjärilsart som beskrevs av Barnes 1907. Elaphria ensina ingår i släktet Elaphria och familjen nattflyn. Inga underarter finns listade i Catalogue of Life.